# Ross Perot
Henry Ross Perot (Texarkana, 27 giugno 1930 – Dallas, 9 luglio 2019) è stato un imprenditore e politico statunitense.
Proveniente dal Texas, è riuscito a diventare miliardario grazie alla sua impresa Electronic Data Systems (EDS), fondata nel 1962 pionieristica delle proposte di esternalizzazione alle aziende. Successivamente ha abbandonato questa compagnia per fondare la Perot Systems, basata sulla stessa etica della precedente. Henry Ross Perot ha fondato un partito politico, il Partito della Riforma, e si è anche candidato due volte alle elezioni (nel 1992 e nel 1996) al fine di diventare Presidente degli Stati Uniti d'America.

## Biografia
Perot nacque a Texarkana, in Texas, da Gabriel Ross Perot e da sua moglie Luly May. Il padre era un imprenditore specializzato nel settore del cotone. Henry Ross entrò nell'Accademia Navale Statunitense nel 1949. Quando, nel 1953, concluse l'accademia, era capoclasse e comandante di plotone. Nel dicembre del 1954 Perot venne nominato sottotenente. Tuttavia, nel 1955, Perot espresse con una lettera indirizzata al padre il suo grande malumore riguardo alla vita militare e, alla fine della ferma obbligatoria di quattro anni, tornò alla vita civile.
Quando lasciò la Marina nel 1957, Perot cominciò a lavorare come venditore per la IBM, diventando in breve un impiegato di punta e cercando di esporre le sue idee ai supervisori, dai quali venne però ignorato. Lasciò quindi la IBM pochi anni dopo, nel 1962, per fondare la EDS a Dallas (Texas) e iniziò a insistere presso grandi società affinché impiegassero i suoi servizi di elaborazione dati. Perot firmò vantaggiosi contratti con il governo degli Stati Uniti negli anni sessanta per computerizzare i documenti di Medicare (una sorta di assicurazione pubblica americana).
La EDS venne quotata in borsa nel 1968 e il prezzo per azione in pochi giorni schizzò a 160 dollari, dai 16 della collocazione. In quello stesso anno la rivista Fortune gli dedicò la copertina, definendolo il texano che si è arricchito più velocemente. Nel 1984 la sua compagnia fu acquistata dalla General Motors per 2,4 miliardi di dollari.

### La missione in Iran
Poco prima dell'inizio della Rivoluzione iraniana del 1979, il governo dell'Iran imprigionò due suoi impiegati per una disputa su un contratto. Perot quindi sponsorizzò e organizzò una missione per recuperare i due ostaggi, che si concluse con la loro liberazione. Il team per il recupero dei due impiegati era capeggiato dal colonnello in pensione delle Forze Speciali americane Arthur D. "Bull" Simons. Poiché il team non era riuscito a liberare gli impiegati dalla prigione, decise di attendere i tumulti dei rivoluzionari pro-ayatollah, che presero d'assalto la prigione e liberarono tutti i 10 000 reclusi, molti dei quali erano prigionieri politici. I due prigionieri poterono dunque prendere contatto con i loro liberatori, che riuscirono a farli espatriare attraverso una rischiosa fuga al confine turco. L'impresa fu raccontata nel libro Sulle ali delle aquile di Ken Follett, che divenne un bestseller. Nel 1986 fu trasformato in una miniserie televisiva in due puntate, con l'attore Burt Lancaster nel ruolo del colonnello Simons.
Nel 1984 Perot acquistò una delle copie originali firmate della Magna Carta, una delle poche che avevano lasciato il Regno Unito. Tale copia è adesso custodita all'Archivio nazionale di Washington, insieme alla Dichiarazione di indipendenza degli Stati Uniti d'America e alla Costituzione americana.
Ross Perot investì la maggior parte del venture capital (capitale di rischio) per il progetto di computer NeXT di Steve Jobs nel 1986. Nello stesso anno, dopo aver aspramente criticato la General Motors che aveva rilevato la EDS, fu allontanato con una buonuscita di 700 milioni di dollari. Due anni dopo, nel 1988, fondò la Perot Systems a Plano (Texas). Suo figlio Ross Jr prese il suo posto come direttore generale (CEO).

### Attività politica
Durante lo stesso anno in cui Perot organizzò la missione di salvataggio nell'Iran, il governatore del Texas chiese la sua assistenza riguardo al problema delle droghe, e in particolare dello spaccio illegale di stupefacenti. Perot diede il suo consenso a presiedere il comitato "La guerra del Texas contro le droghe"; in questa veste egli propose cinque leggi severissime per rendere più difficile il commercio delle droghe. Tutte e cinque le proposte vennero approvate dal consiglio di legislatura e divennero leggi.
Nel 1982 venne nuovamente chiamato in causa dal nuovo governatore del Texas al fine di migliorare la qualità del servizio scolastico pubblico nello Stato. In quel caso, la più famosa proposta di Perot che diventò legge si può sintetizzare con questa massima: "Se non sei promosso, non giochi". La sua intenzione era quella di impedire che i meriti sportivi potessero giustificare da soli la laurea o il diploma; anzi, da quel momento in poi, se si voleva far parte della squadra scolastica di basket o di ogni altro sport, bisognava avere dei buoni voti in tutte le materie.
Dalla fine degli anni ottanta fino all'inizio degli anni novanta Ross Perot cominciò a rivolgere la sua attenzione verso quelli che definiva i fallimenti del governo statunitense. In una orazione pubblica, egli disse che gli Stati Uniti "si erano sviluppati in maniera arrogante e compiaciuta dopo la seconda guerra mondiale" e non erano più la nazione più grande del mondo. Invece di esaminare che cosa doveva venire, l'America era "il riflesso del nostro passato, mentre il resto del mondo si stava evolvendo verso il futuro".
Al termine di una lunga vacanza in Europa, in cui visitò anche l'Italia, Perot confrontò alcune città del vecchio continente con quelle americane, e al termine della riflessione il suo commento fu: "Andate a Roma, andate a Parigi, andate a Londra. Queste sono città secolari. Stanno prosperando. Sono pulite. Funzionano. Le nostre città più antiche sono nuovissime, al loro confronto. Andate di nuovo a New York, guidate attraverso il centro di Washington, andate a Detroit, andate a Filadelfia. Che cosa abbiamo noi di sbagliato?".
In Florida, nel 1990, Jack Gargan, consulente finanziario in pensione, pagò di tasca sua alcune inserzioni sui giornali dal titolo I'm mad as hell and I'm not going to take it anymore (Sono furibondo e non lo sopporto più), in cui denunciava il Congresso degli Stati Uniti per essersi autoconcesso un aumento di stipendio mentre quello della gente normale restava stagnante. Lo stesso Gargan, più tardi, fondò il "Throw the Rascals Out" ("Caccia i furfanti"), che Ross Perot ha sostenuto.
Nonostante un'ideologia politica nettamente conservatrice, Ross Perot non fu affatto un sostenitore del presidente George Bush senior e anzi si oppose vigorosamente al coinvolgimento statunitense nella guerra del Golfo del 1990-1991. Invitò pubblicamente i senatori a votare contro la risoluzione che di fatto dichiarava guerra all'Iraq di Saddam Hussein e cominciò a valutare seriamente l'ipotesi di una sua candidatura alla presidenza degli Stati Uniti d'America.

### La candidatura nelle presidenziali del 1992
Il 20 febbraio 1992, annunciò alla trasmissione televisiva della CNN Larry King Live la sua intenzione a candidarsi alle elezioni presidenziali americane e di presentarsi come terzo candidato indipendente (rispetto a democratici e repubblicani) in tutti i 50 stati.
Con le sue idee quali il bilanciamento del budget americano tra le uscite e le entrate finanziarie e la sua idea di utilizzare le nuove tecnologie di comunicazione (come Internet) per rendere più accessibili ai cittadini i vari processi democratici (tra cui la possibilità di votare per le elezioni via Internet) e per renderli più partecipi sulle decisioni della politica, Perot divenne ben presto un candidato credibile e in grado di battagliare persino con i candidati dei maggiori partiti.
Scoraggiato dal rinvigorito Partito Repubblicano e da Bill Clinton e Al Gore dopo la convention democratica, e sostenendo che alcuni attivisti repubblicani stavano tentando di far fallire il matrimonio della figlia, Perot annunciò il suo ritiro dalla campagna presidenziale alla fine dell'estate del 1992. Ciononostante, a settembre riuscì a qualificarsi per tutti i ballottaggi dei 50 stati americani. A fronte di ciò, il 1º ottobre dello stesso anno decise di ritornare in gara. Fece campagna elettorale in 16 stati, spendendo secondo alcune stime circa 65,4 milioni dei suoi dollari. Il compagno con cui intraprese questo viaggio era l'ammiraglio in pensione James Stockdale.
Uno dei motivi per cui Ross Perot ebbe tanto successo in queste consultazioni elettorali fu il fatto che gli venne concessa la possibilità di partecipare ai dibattiti tra i candidati presidenziali democratici e repubblicani, cosa in genere non avvenuta con gli altri terzi candidati dell'età moderna. Secondo la commissione bipartisan sui dibattiti presidenziali, grazie a questi "confronti all'americana" Perot schizzò dal 5% al 16% delle preferenze degli elettori: anche se le sue risposte alle specifiche domande del moderatore erano generiche e vaghe, lo spirito, il folklore e l'incisività del suo intervento erano così impressionanti che persino molti democratici e repubblicani si trovarono concordi nell'affermare che Perot avesse vinto per lo meno il primo dibattito (quello appunto in cui i temi si affrontano in maniera generale, senza andare nello specifico).
Una delle domande che molti politologi si posero è: «Può un indipendente come Perot, per giunta senza alcuna preparazione politica, governare uno stato potente e immenso come gli Stati Uniti d'America?».
A questa perplessità, Perot rispose così:
Perot inoltre si dichiarò favorevole ad un cambiamento radicale delle tradizionali norme civili e sociali americane: in particolare, chiese una profonda revisione della costituzione, soprattutto per quanto riguarda gli aspetti economici.
Riguardo alle obiezioni mossegli contro quest'ultimo punto, egli era solito dire:
Perot attaccò il Congresso degli Stati Uniti per la sua inettitudine a risolvere i problemi inerenti alle città, Washington compresa, ma anche perché, a suo modo di vedere, esso era intollerante rispetto alla democrazia. Proprio a Washington, Perot, usando una metafora culinaria, disse questo:
Perot chiamò la sua campagna elettorale del 1992 "Uniti noi sosterremo l'America". Non essendo un politico di professione, e non avendo compiuto nessuno studio attinente alla politica, Perot rispetto ai candidati democratici e repubblicani (rispettivamente Bill Clinton e George Herbert Walker Bush) non era in grado di mettere in atto progetti politici seri, anche se chiese a gran voce la riduzione del deficit. Pur essendo un candidato "anti-tasse", affermò la necessità di aumentare la tassa sulla benzina.
Inoltre, egli chiese di ridurre i fondi destinati alla previdenza sociale della sanità e dell'istruzione e si oppose fortemente al NAFTA, il trattato economico inteso a rimuovere i dazi doganali e ogni altra barriera al libero scambio tra i paesi membri e a facilitare gli investimenti internazionali in quell'area. Esso fu sottoscritto da Canada, Messico e Stati Uniti il 17 dicembre 1992 ed entrò in vigore il giorno di capodanno del 1994.
Nelle elezioni presidenziali del 1992 Perot ricevette il 19% dei consensi popolari (ma nessun voto dei grandi elettori): fu il miglior risultato di un terzo candidato dai tempi di Theodore Roosevelt, repubblicano indipendente candidatosi nel 1912. Molti analisti pensano che Perot, sostenuto da ambienti conservatori che in genere votano repubblicano, abbia favorito la sconfitta di Bush e di conseguenza la vittoria di Clinton, anche se i primi exit poll non confermarono tale ipotesi.
Addirittura in due stati Perot arrivò secondo in termini di voti, superando così un candidato tradizionale: nel Maine, infatti, Perot ricevette il 30,44% dei voti, mentre Bush si fermò al 30,39% (Clinton vinse con il 38,77%); in Utah Perot ottenne il 27,34% dei suffragi, mentre Clinton dovette accontentarsi del 24,65% (Bush vinse in Utah con il 43,36%). Dopo questo grande e per certi versi inaspettato successo popolare (dovuto anche al carisma del suo vice, l'ammiraglio James Stockdale), Perot decise di candidarsi anche alle elezioni presidenziali del 1996.

### Il Reform Party e le elezioni presidenziali del 1996
Perot cercò di mantenere vivo il suo movimento durante la metà degli anni novanta. Provò a tenersi in contatto con gli elettori parlando del debito pubblico imperante. Inoltre tentò il boicottaggio del NAFTA, e addirittura discusse con il vicepresidente Al Gore di questa sua idea durante la trasmissione televisiva Larry King Live. Fin dal 1993 Perot patrocinò e presiedette congressi in cui partecipavano numerosi politici di alto livello. Sostenne infine il Contratto con l'America realizzato dai repubblicani e invitò i suoi elettori a votare per il partito dell'elefante durante le elezioni di medio termine svoltesi nello stesso anno.
Nel 1995 fondò il Partito della Riforma (Reform Party) e annunciò di volersi candidare con esso alle elezioni presidenziali del 1996. In queste consultazioni egli ebbe appena l'8,4% dei voti popolari, ma fu comunque un rimarchevole risultato, confrontato ai risultati ottenuti normalmente dai terzi partiti indipendenti in America. Inoltre bisogna aggiungere che egli spese molto meno soldi rispetto alle presidenziali del 1992 e che permise a sponsor privati di finanziare la sua campagna elettorale, diversamente da quanto successo quattro anni prima.
Molta gente crede che questo declino sia dovuto alla sua esclusione dai dibattiti presidenziali, basati sulla preferenza che i moderatori accordavano al candidato del Partito Democratico e a quello del Partito Repubblicano (come documentato ampiamente nel libro Dibattiti aperti di George Farah), ma l'esclusione era spiegata dal fatto che egli non aveva, nei sondaggi nazionali, il quorum del 15% dei voti, a differenza del 1992. Per poter partecipare al dibattito, infatti, bisogna essere accreditati di almeno il 15% dei voti nei sondaggi.
Il candidato come vicepresidente del Reform Party era l'economista ultra-liberista Pat Choate.

### Ultimi anni
Verso la fine degli anni novanta molti militanti del Reform Party accusarono Perot di non permettere al movimento di diventare un vero e proprio partito di massa genuino e popolare: Perot infatti pretendeva obbedienza cieca dal partito e inoltre, per molto tempo, non permise la nascita di correnti interne (soprattutto se contrarie al suo modo di pensare) e costrinse molti dirigenti a rinunciare ai loro posti di comando per elargirli ai sostenitori della sua campagna elettorale del 1996.
La situazione non migliorò quando Jesse Ventura, uno dei "colonnelli" del Reform Party, venne eletto governatore del Minnesota nel 1998, e anzi si acuì perché Perot non sostenne l'operato di Ventura e decise di sfiduciarlo, almeno dal punto di vista personale. Il comitato centrale del partito fu in questo modo stritolato dai litigi interni tra i sostenitori di Perot e quelli di Ventura e Jack Gargan.
Alle elezioni presidenziali del 2000 Perot si rifiutò di candidarsi personalmente come leader del Reform Party, preferendo non sostenere né boicottare la coppia scelta dal comitato del partito, che era composta da Pat Buchanan (teorico di estrema destra) e John Hagelin (candidato vicepresidente). Perot era infatti insoddisfatto della situazione del partito, che a suo dire si stava disintegrando, e preferì rimanere calmo durante la campagna elettorale delle elezioni presidenziali.
Nonostante la sua netta opposizione al NAFTA, Perot rimase sostanzialmente in silenzio riguardo all'espansione dei visti di cittadinanza che il governo degli Stati Uniti elargiva ai lavoratori stranieri (in particolare operai) che emigravano verso gli States. Successivamente, Perot appoggiò il candidato repubblicano George W. Bush e lo votò come presidente, terminando così ogni suo rapporto con il Reform Party, che ormai non esisteva più in molti stati. I simpatizzanti del Reform Party, rimasi molto sorpresi da questa crisi, si divisero sul da farsi: alcuni passarono nel Partito Repubblicano, altri rimasero indipendenti (come il multimiliardario Donald Trump), altri ancora rimasero dentro il partito e sostennero Ralph Nader come candidato presidente durante le elezioni presidenziali del 2004.
Da questo momento in poi, Perot preferì non occuparsi più in alcun modo di politica. Ogni volta che un giornalista gli proponeva un'intervista, egli accettava domande solo sul suo passato industriale e non su quello politico, preferendo il "no comment" anche su candidati, uomini politici, programmi e campagne elettorali. È comunque certo che egli sostenne George W. Bush durante le consultazioni politiche del 2004.
Tornò sulla scena politica nel 2005, ovvero quando il governatore della Florida Jeb Bush chiese il suo aiuto per migliorare il sistema scolastico dello Stato. Henry Ross Perot sostenne la necessità di adottare libri elettronici, in modo tale da comprimere il peso degli zaini. Perot, che non tenne conto del costo eccessivo e poco accessibile per le classi meno abbienti dei libri elettronici, scrisse un editoriale al fine di promuovere questo suo intervento legislativo. Nel suo ultimo intervento, Perot si è definito dispiaciuto a causa dello stato d'avanzamento dell'economia e della società statunitense, sostenendo che i problemi che lo convinsero a candidarsi nel 1992 non erano ancora stati risolti.
Perot è morto il 9 luglio 2019, all'età di 89 anni, a Dallas, a causa di una forma di leucemia.

## Vita privata
Si è sposato nel 1956 con Margot Birmingham, una ragazza proveniente da Greensburg, in Pennsylvania. La coppia ha avuto cinque figli (Ross Jr., Nancy, Suzanne, Carolyn e Katherine), diciannove i nipoti.
Con un patrimonio netto stimato di circa 4,1 miliardi di dollari USA nel 2019, è stato classificato da Forbes al 478º posto tra le persone più ricche del mondo.

## Perot nella cultura di massa
- Perot è rimasto nel corso degli anni una figura colorita, il cui carattere in qualche modo eccentrico è stato apprezzato, criticato, approvato e deriso. Pittori, disegnatori di fumetti, attori comici e imitatori hanno spesso messo in risalto, a mo' di caricatura, la luce delle sue grandi orecchie, la stridula pronuncia della parola "Texas" e la fissazione per i diagrammi a torta, con i quali egli era solito illustrare tutti i suoi piani.
- Nel 1983 lo scrittore britannico Ken Follett ha scritto un libro, Sulle ali delle aquile, il cui protagonista assoluto è proprio Perot con la sua azienda EDS. Il romanzo racconta un episodio realmente accaduto durante la rivoluzione iraniana che vide coinvolto il futuro candidato presidente. Dal libro è stata poi tratta un'omonima miniserie televisiva, in cui Perot viene interpretato dall'attore Richard Crenna.
- Sesame Street, il programma televisivo americano rivolto all'educazione dei bambini esegue, attraverso il personaggio-pupazzo "H. Ross Perot'", una parodia del magnate statunitense.
- Nella serie animata I Simpson, ha fatto una breve apparizione la sua parodia nell'episodio di Halloween (ep.1 st.8).
- Nella serie animata Animaniacs, nell'episodio Rompighiaccio (n. 48), Ross Perot è uno dei protagonisti che verrà aiutato da Rita e Runt nel portare dei documenti su una nave. Cosa che non succederà.